# 2021年達哈吉列車相撞事故
2021年達哈吉列車相撞事故發生於2021年6月7日的巴基斯坦信德省達哈吉附近，此次列車追撞事故造成至少65人死亡，150人受傷。

## 背景
巴基斯坦鐵路是巴基斯坦國有鐵路公司，於1861年成立，總部設於拉合爾。因政府官員長期無心管理鐵路公司，鐵路設備經常故障或發生事故，1990年曾發生造成210人死亡的嚴重事故。

## 事件經過
2021年6月7日上午，2列特急列車行駛於巴基斯坦信德省南邊，「Millat Express」列車先出軌，之後又被「Sir Syed Express」列車撞上，約有14節車廂出軌，約6至8節車廂被「徹底毀壞」。

## 後續
巴基斯坦總理伊姆蘭對此事故表示遺憾，並下令調查事故原因。巴基斯坦鐵道部阿扎姆汗斯瓦蒂表示，已下令進行全面檢查，調查相撞是如何發生的，並聲明不清楚事故原因是遭到破壞還是路線品質差。